# Sulphur Springs (Texas)
Sulphur Springs település az Amerikai Egyesült Államok Texas államában, Hopkins megyében, melynek megyeszékhelye is. Lakosainak száma 15 941 fő (2020. április 1.).

## Népesség
A település népességének változása:

| 2010 | 15 449 |
| 2020 | 15 941 |